# Boggie
Boggie, pseudonimo di Boglárka Csemer (Budapest, 30 novembre 1986), è una cantautrice ungherese.
Ha rappresentato il suo Paese all'Eurovision Song Contest del 2015 con il brano Wars for Nothing.

## Biografia
Boggie ha acquisito nel 2014 notorietà internazionale in Europa e Stati Uniti, grazie al successo della sua canzone in francese Nouveau Parfum, in cui prende di mira la società delle immagini, considerata frivola e superficiale. La canzone è stata incisa anche in lingua ungherese, col titolo Parfüm.
Boggie è stata scelta per rappresentare il suo Paese all'Eurovision Song Contest 2015, con la canzone Wars For Nothing. L'artista è anche riuscita ad accedere alla finale del 23 maggio 2015 dove si è classificata al 20º posto con 19 punti.

## Discografia

### Album in studio
- 2013 – Boggie
- 2014 – All Is One Is All
- 2015 – Wars for Nothing
- 2017 – 3

### Singoli
- 2014 – Nouveau Parfum
- 2014 – Parfüm
- 2015 – Wars for Nothing
- 2018 – Tanulni élmény